# Mesogona clarescens
Mesogona clarescens är en fjärilsart som beskrevs av Calle 1981. Mesogona clarescens ingår i släktet Mesogona och familjen nattflyn. Inga underarter finns listade i Catalogue of Life.